# Eliška Rejčka
Eliška/Alžběta Rejčka, též Alžběta Polská či Richenza (polsky Ryksa Elżbieta; 1. září 1288 Poznaň – 18. října 1335 Staré Brno) byla dvakrát česká a polská královna. Poté, co podruhé ovdověla, se stala životní partnerkou Jindřicha z Lipé. Usídlila se nejprve ve svých věnných městech (konkrétně v Hradci Králové), aby posledních zhruba 15 let svého života pak strávila v moravské metropoli v Brně.

## Dětství a výchova

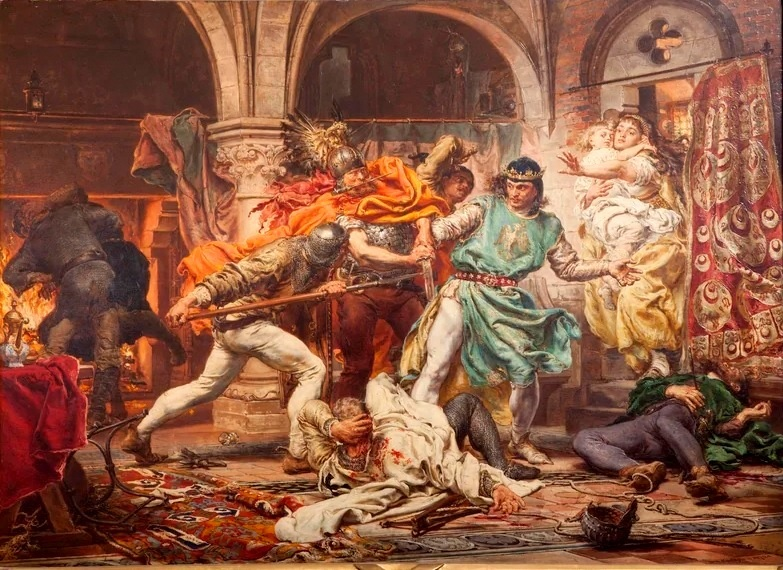
Zavraždění Přemysla II. Velkopolského

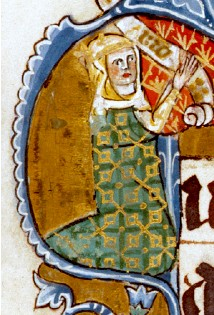
Eliška jako pokorná donátorka (Brevíř královny Elišky Rejčky)

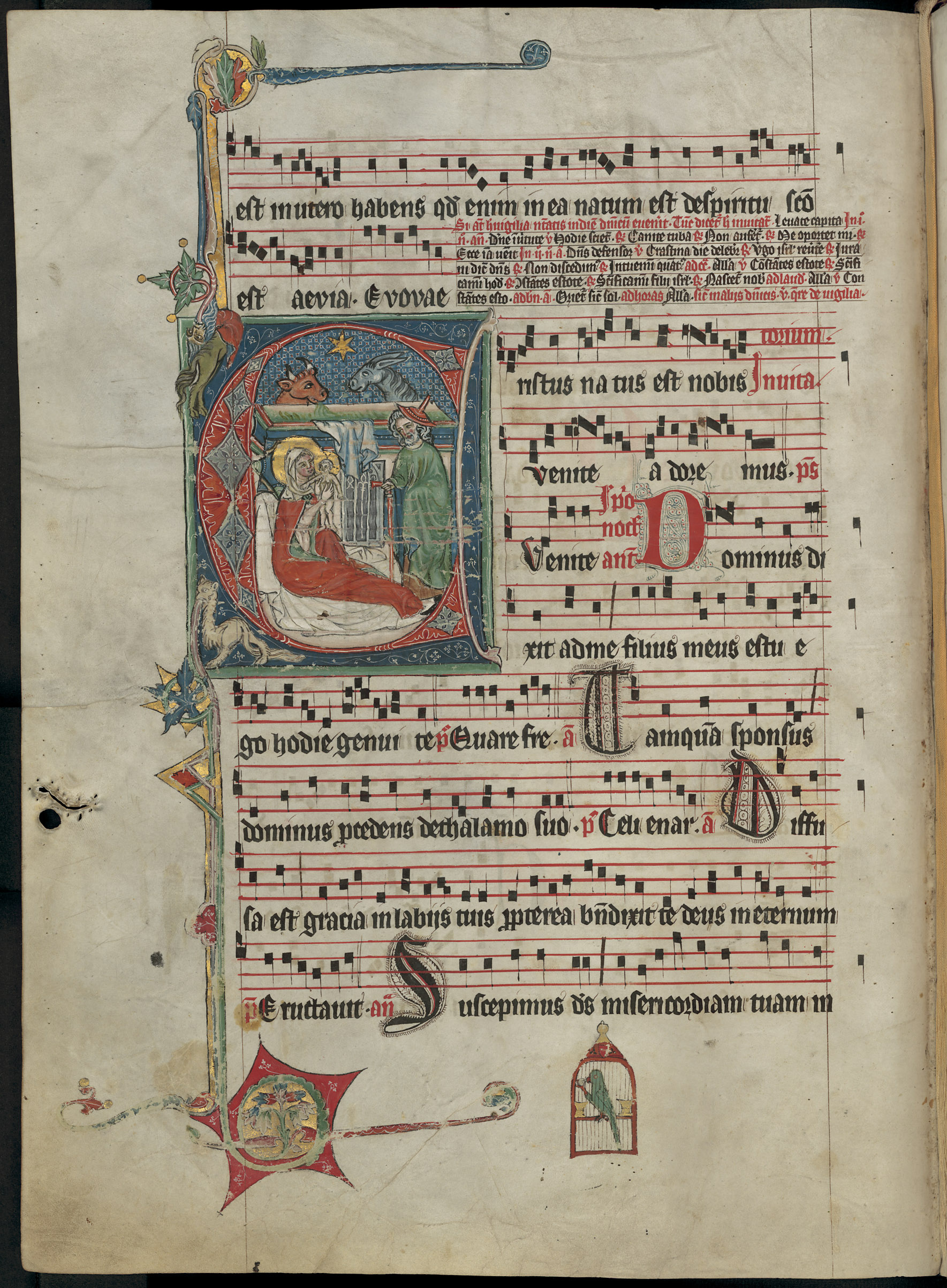
List z Antifonáře královny Rejčky

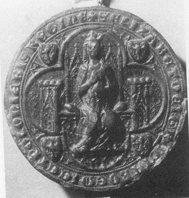
Eliščina pečeť

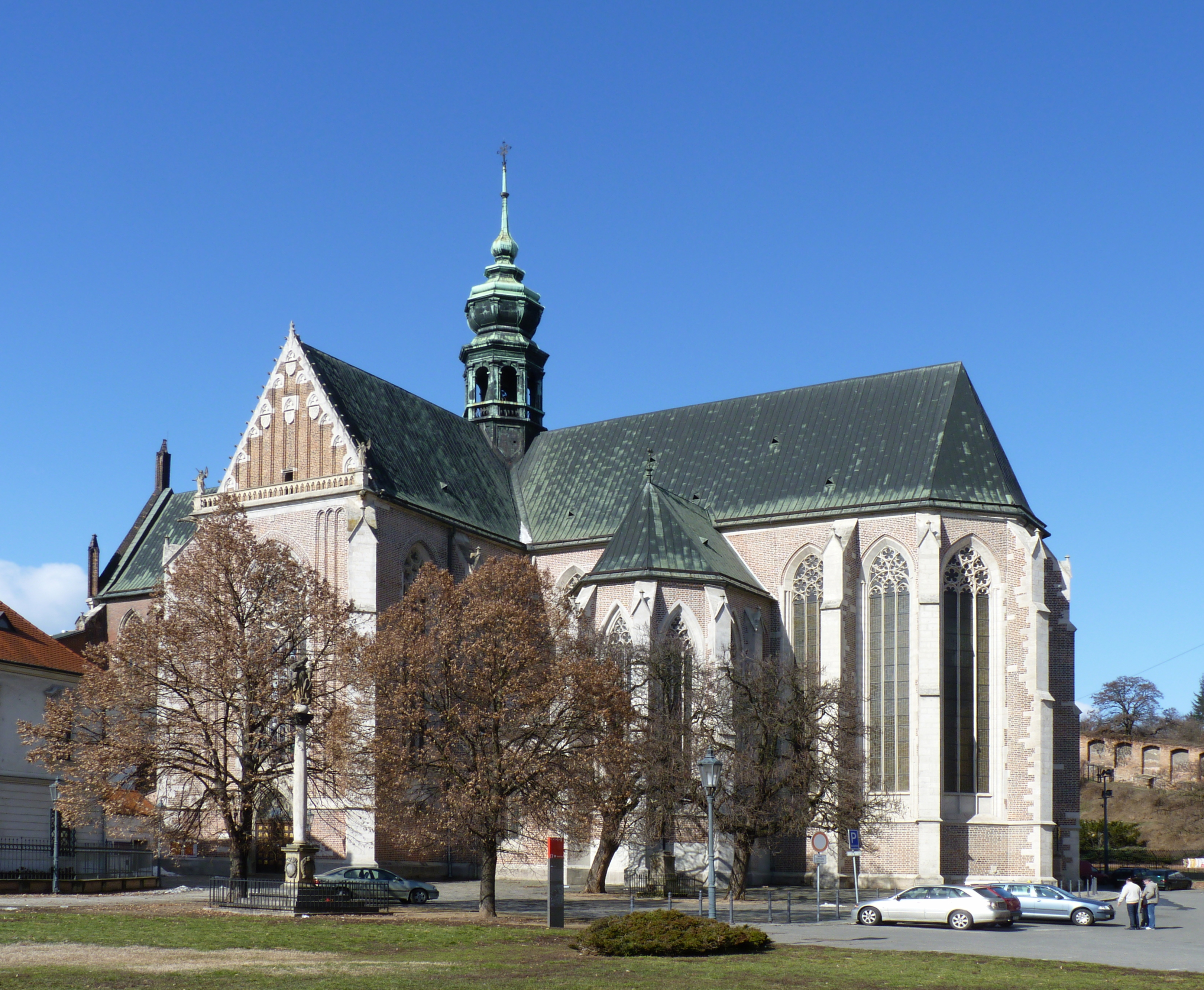
Bazilika Nanebevzetí Panny Marie na Starém Brně, místo Rejččina a Jindřichova posledního odpočinku

Richenza byla jedinou dcerou polského velkoknížete a od roku 1295 krále Přemysla II. Velkopolského a Rixy Švédské, dcery sesazeného švédského krále Valdemara Birgerssona. Krátce po jejím narození Rixa Švédská zemřela a roku 1293 se otec potřetí oženil s Markétou Braniborskou.
Shodně s tehdejšími zvyklostmi byla Richenza již roku 1291 zasnoubena s Otou Braniborským, synem braniborského markraběte Albrechta III. a bratrem její macechy Markéty Braniborské. Dětství strávila pod dohledem své tety Anny, starší sestry Přemysla II., v cisterciáckém klášteře v Owińskách nedaleko Poznaně. Tam se nejspíš také dozvěděla o násilné smrti svého otce, jenž byl 8. února 1296 zavražděn v polském městě Rogožně. Po smrti otce se Richenzy ujala její nevlastní matka a odvezla ji do Braniborska. K plánované svatbě nakonec nedošlo, poněvadž Ota Braniborský nečekaně zemřel.

## Dvakrát královnou
V srpnu roku 1300, ve svých dvanácti letech, se Richenza provdala za ovdovělého českého krále Václava II., jehož první manželka Guta Habsburská zemřela o tři roky dříve. Václav tak svůj nárok na polskou korunu podepřel dynastickým svazkem s dcerou posledního korunovaného polského krále. Po sňatku se o Richenzu tři roky starala sestra Václavovy matky, zesnulé královny Kunhuty, vévodkyně – vdova po Leškovi Černém Griffina Haličská. Pobývaly spolu na hradě v Budyni nad Ohří.
26. května 1303 byla vratislavským biskupem Jindřichem z Vrbna v bazilice svatého Víta na Pražském hradě korunována českou a polskou královnou. Při té příležitosti přijala jméno Alžběta; Rejčka je zkomoleninou jejího původního jména.
| „                     | … třetího roku po tom, co přišla do Prahy ona panna Alžběta… v den letnic slavný Václav, šestý král český, oženil s dcerou prvního krále polského a dal ji od důstojného pana Jindřicha, biskupa vratislavského… posvětiti a korunovati na královnu českou a polskou v kostela pražském před oltářem svatého Víta… | “ |
| — Zbraslavská kronika | |   |

Václav II. zemřel již v červnu 1305, několik dní po narození dcery Anežky. V sedmnácti letech se tak z Rejčky načas stala vdova s nelehkým postavením. Po manželově skonu se ocitla v nepřízni Přemysloven. Mladý král Václav III. byl zavražděn v roce 1306 a přemyslovský rod tak měl už jen ženské potomky. Roku 1306 usedl na uprázdněný český trůn Rudolf Habsburský a zvolil si za manželku Elišku Rejčku. Jeho sok Jindřich Korutanský, manžel nejstarší Přemyslovny Anny, utekl ze země i s chotí.
Po roce manželství Eliška znovu ovdověla, když Rudolf zemřel při obléhání Horažďovic.
| „                                             | Při obléhání Horažďovic onemocněl na úplavici a stav jeho stal se brzy beznadějným. Předvídaje smrt svou, povolal k sobě do ležení před městem dva opaty, sedleckého i zbraslavského, s jejichž radou a pomocí učinil o záležitostech svých poručení křesťanské. Milované manželce své Elišce Polské, nyní již po druhé vdově, zapsal dvacet tisíc hřiven stříbra; otci svému vzkázal, aby nevěřil pověstem, nastanou-li které, o nějakém jeho otrávení a zaslal mu vlastnoruční popis oněch skutků, kterými svědomí své cítil obtíženo s prosbou, aby stala se náhrada těm, kterým ublíženo bylo. Tak skonal, teprv 26letý, dne 4. července 1307, v devátém měsíci po svém na trůn povýšení, když měl právě korunován býti… | “ |
| — Dějiny národu Českého v Čechách a na Moravě | |   |

## Královna vdova
Oba zemřelí manželé na Elišku štědře pamatovali v odkazech. Jako zástavu obdržela pět českých měst (Hradec Králové, Chrudim, Jaroměř, Poličku a Vysoké Mýto).
Mladá vdova podporovala v nárocích na český trůn Rudolfova bratra Fridricha. Starší historiografie Rejčce vyčítala prohabsburský postoj, byl to ale především důsledek jejího postavení. Vztahy s Přemyslovnami ji donutily utéci z Pražského hradu a uchýlit se pod ochranu Habsburků.

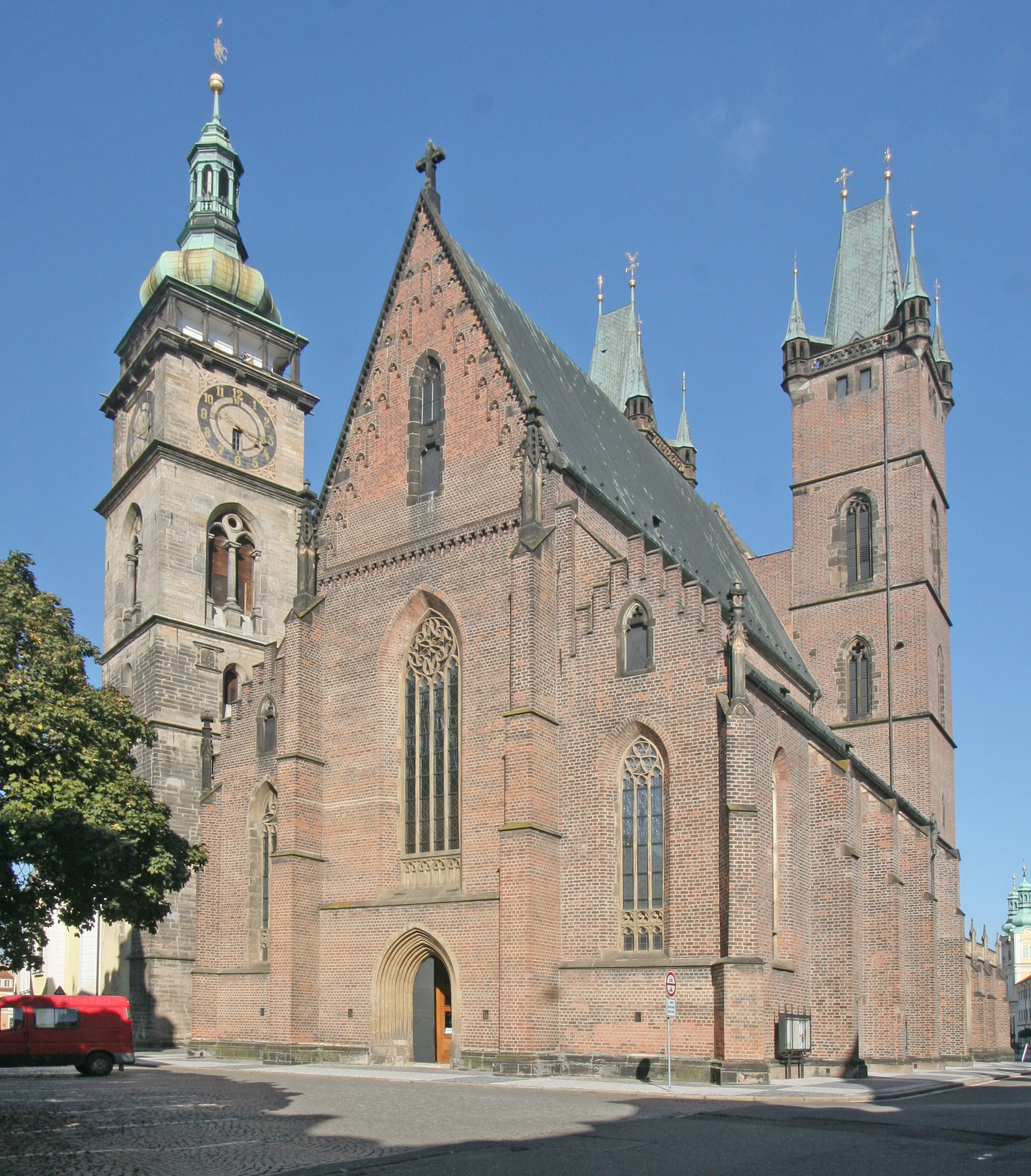
Katedrála svatého Ducha v Hradci Králové, jejíž výstavba je úzce spjata s osobou Elišky Rejčky

Rok 1308 znamenal pro Habsburky ztrátu většiny mocenských pozic. Jejich posádky usazené v Eliščiných věnných městech utrpěly drtivou porážku v bitvě u Opočna a nedlouho poté byl zavražděn římský král Albrecht I. Habsburský. Rakouský vévoda Fridrich, zbaven své hlavní opory, byl nucen vzdát se téhož roku ve Znojmě všech habsburských nároků na český trůn a dát generální pardon všem habsburským příznivcům v zemi.
Rejčka se spolu s dcerou v roce 1308 usadila v Hradci Králové. Její pobyt přinesl městu nebývalou prestiž a rozkvět, který mnohokrát zastínil samotnou Prahu. To můžeme dodnes obvivovat v některých památkách, u kterých se jí přisuzuje založení či výrazné rozšíření (chrám sv. Ducha). Eliška se jako milovnice umění snažila městu vtisknout dvorský lesk, k roku 1315 máme například zprávu o velkém rytířském klání v Hradci mezi dvanáctvi Rudoltici a Věnkovici. Muzeum východních Čech v Hradci Králové uchovává některé památky, které bývaly tradičně spojovány s osobou královny Elišky (především tzv. Eliščin pás), moderní výzkumy nicméně potvrdily, že všechny tyto předměty jsou mladšího data a nemohly pocházet z královnina dvoru. Pobyt v Hradci Králové přinesl Elišce přízvisko hradecká královna, jak ji nazývali domácí i zahraniční písemné prameny. Přestože byl vliv královny na město značný, dochovalo se nám pouze minimum přímých písemných zpráv. Ve městě setrvala Eliška do roku 1318, kdy se přesunula do Brna.
Při příjezdu nového českého krále Jana Lucemburského do Prahy v roce 1310 jej ve vyjednáváních se šlechtickými předáky podpořila i „hradecká královna“. Po jejím boku se začal objevovat mocný šlechtic Jindřich z Lipé. Pan z Lipé se stal Richenziným dlouholetým druhem a milencem.

## Válka královen
V zemi vykrystalizovaly dvě skupiny šlechty, jedna vedená Jindřichem a Rejčkou, druhá Eliškou Přemyslovnou a Vilémem Zajícem z Valdeka. Jindřicha totiž mnozí považovali za většího ochránce českých zájmů než Lucemburka a ctižádostivou královnu Elišku Přemyslovnu.
Jindřich z Lipé byl 26. října 1315 na Pražském hradě snad z popudu Elišky Přemyslovny a s královým souhlasem zajat a uvězněn v okovech na hradě Týřově. Část české a moravské šlechty se za Jindřicha postavila a Jan Lucemburský byl nucen ho po šesti měsících věznění za zástavu několika hradů a šesti rukojmí propustit a Elišce vyplatil 10 tisíc hřiven stříbra, aby získal její věnná města.

## Šťastná léta v Brně
Po roce 1318 se Rejčka přestěhovala na Moravu, kde Jindřich zastával úřad zemského hejtmana. Lesk jejich dvora si podle současníků v ničem nezadal s dvorem královským. Tou dobou se obnovily i dobré vztahy mezi králem Janem, Rejčkou a jejím životním druhem. Roku 1323 Eliška založila ženský cisterciácký klášter na Starém Brně se špitálem a bazilikou Nanebevzetí Panny Marie. Druhou abatyší (1326-1346) starobrněnského kláštera Aula Sancta Mariae byla Kateřina, dcera pana Jindřicha z Lipé. Roku 1324 pak Alžběta Rejčka zakládá farní kostel svatého Vavřince v Brně-Komíně. Zasloužila se rovněž o vznik souboru devíti cenných iluminovaných rukopisů liturgických knih, kdy původ této skupiny knih není dodnes úplně objasněn Rukopisy jsou mimořádnou ukázkou gotické knižní malby. Po zrušení kláštera cisterciaček během josefinských reforem v roce 1782 byl soubor rozptýlen, šest rukopisů je dnes uloženo v Rakouské národní knihovně, dva v Rajhradském klášteře a jeden v Moravském zemském archivu.
Roku 1329 zemřel druh Elišky Rejčky Jindřich z Lipé, který byl následně pohřben v jižní lodi baziliky Nanebevzetí Panny Marie
| „                     | … v den svatého Rufa mučedníka, zemřel v Brně muž urozený a statečný, Jindřich starší, řečený z Lipé, o němž se často děje zmínka v předcházejícím vypravování, protože byl bohatstvím, mocí a světskou slávou nejvíce nad ostatní pány povýšen. Pro jeho smrt tolik plakala a žalostila královna Alžběta, zvaná Hradecká, že to budilo úžas všech, kdož viděli její nářek. A protože se nechtěla od něho odloučiti jak v životě, tak i v smrti, ustanovila, aby bylo jeho tělo s úctou pochováno v klášteře jejího nového založení… | “ |
| — Zbraslavská kronika | |   |

V roce 1333 podnikla Rejčka společně se svou dcerou pouť do Porýní, odkud přivezla řadu svatých ostatků. Zemřela roku 1335 a byla pochována pod podlahou v bazilice Nanebevzetí Panny Marie na Starém Brně na nejčestnějším místě před hlavním oltářem. 

## Vývod z předků
|                 |                              |  |                    |                                           |  |  |  |  |  |  |  | Odon Poznaňský |
|                 |                              |  |                    |                                           |  |  |  |  |  |  |  |                |
|                 | Vladislav Odonic             |  |                    |                                           |  |  |  |  |  |  |  |                |
|                 |                              |  |                    |                                           |  |  |  |  |  |  |  |                |
|                 |                              |  |                    | Vječeslava Haličská                       |  |  |  |  |  |  |  |                |
|                 |                              |  |                    |                                           |  |  |  |  |  |  |  |                |
|                 | Přemysl I. Velkopolský       |  |                    |                                           |  |  |  |  |  |  |  |                |
|                 |                              |  |                    |                                           |  |  |  |  |  |  |  |                |
|                 |                              |  |                    | Mstivoj I. Pomořanský, Svatopluk Jemnický |  |  |  |  |  |  |  |                |
|                 |                              |  |                    |                                           |  |  |  |  |  |  |  |                |
|                 | Hedvika                      |  |                    |                                           |  |  |  |  |  |  |  |                |
|                 |                              |  |                    |                                           |  |  |  |  |  |  |  |                |
|                 |                              |  |                    | Zvonislava Polská                         |  |  |  |  |  |  |  |                |
|                 |                              |  |                    |                                           |  |  |  |  |  |  |  |                |
|                 | Přemysl II. Velkopolský      |  |                    |                                           |  |  |  |  |  |  |  |                |
|                 |                              |  |                    |                                           |  |  |  |  |  |  |  |                |
|                 |                              |  |                    | Jindřich I. Bradatý                       |  |  |  |  |  |  |  |                |
|                 |                              |  |                    |                                           |  |  |  |  |  |  |  |                |
|                 | Jindřich II. Pobožný         |  |                    |                                           |  |  |  |  |  |  |  |                |
|                 |                              |  |                    |                                           |  |  |  |  |  |  |  |                |
|                 |                              |  |                    | Hedvika Slezská                           |  |  |  |  |  |  |  |                |
|                 |                              |  |                    |                                           |  |  |  |  |  |  |  |                |
|                 | Alžběta Vratislavská         |  |                    |                                           |  |  |  |  |  |  |  |                |
|                 |                              |  |                    |                                           |  |  |  |  |  |  |  |                |
|                 |                              |  |                    | Přemysl Otakar I.                         |  |  |  |  |  |  |  |                |
|                 |                              |  |                    |                                           |  |  |  |  |  |  |  |                |
|                 | Anna Česká                   |  |                    |                                           |  |  |  |  |  |  |  |                |
|                 |                              |  |                    |                                           |  |  |  |  |  |  |  |                |
|                 |                              |  |                    | Konstancie Uherská                        |  |  |  |  |  |  |  |                |
|                 |                              |  |                    |                                           |  |  |  |  |  |  |  |                |
| 'Eliška Rejčka' |                              |  |                    |                                           |  |  |  |  |  |  |  |                |
|                 |                              |  |                    |                                           |  |  |  |  |  |  |  |                |
|                 |                              |  | Magnus Minniskiöld |                                           |  |  |  |  |  |  |  |                |
|                 |                              |  |                    |                                           |  |  |  |  |  |  |  |                |
|                 | Birger Magnusson             |  |                    |                                           |  |  |  |  |  |  |  |                |
|                 |                              |  |                    |                                           |  |  |  |  |  |  |  |                |
|                 |                              |  |                    | Ingrid Ylva                               |  |  |  |  |  |  |  |                |
|                 |                              |  |                    |                                           |  |  |  |  |  |  |  |                |
|                 | Valdemar I. Švédský          |  |                    |                                           |  |  |  |  |  |  |  |                |
|                 |                              |  |                    |                                           |  |  |  |  |  |  |  |                |
|                 |                              |  |                    | Erik X. Švédský                           |  |  |  |  |  |  |  |                |
|                 |                              |  |                    |                                           |  |  |  |  |  |  |  |                |
|                 | Ingeborg Eriksdotter Švédská |  |                    |                                           |  |  |  |  |  |  |  |                |
|                 |                              |  |                    |                                           |  |  |  |  |  |  |  |                |
|                 |                              |  |                    | Rixa Dánská                               |  |  |  |  |  |  |  |                |
|                 |                              |  |                    |                                           |  |  |  |  |  |  |  |                |
|                 | Rixa Švédská                 |  |                    |                                           |  |  |  |  |  |  |  |                |
|                 |                              |  |                    |                                           |  |  |  |  |  |  |  |                |
|                 |                              |  |                    | Valdemar II. Vítězný                      |  |  |  |  |  |  |  |                |
|                 |                              |  |                    |                                           |  |  |  |  |  |  |  |                |
|                 | Erik IV. Dánský              |  |                    |                                           |  |  |  |  |  |  |  |                |
|                 |                              |  |                    |                                           |  |  |  |  |  |  |  |                |
|                 |                              |  |                    | Berengarie Portugalská                    |  |  |  |  |  |  |  |                |
|                 |                              |  |                    |                                           |  |  |  |  |  |  |  |                |
|                 | Žofie Eriksdotter Dánská     |  |                    |                                           |  |  |  |  |  |  |  |                |
|                 |                              |  |                    |                                           |  |  |  |  |  |  |  |                |
|                 |                              |  |                    | Albrecht I. Saský                         |  |  |  |  |  |  |  |                |
|                 |                              |  |                    |                                           |  |  |  |  |  |  |  |                |
|                 | Juta Saská                   |  |                    |                                           |  |  |  |  |  |  |  |                |
|                 |                              |  |                    |                                           |  |  |  |  |  |  |  |                |
|                 |                              |  |                    | Anežka Babenberská                        |  |  |  |  |  |  |  |                |
|                 |                              |  |                    |                                           |  |  |  |  |  |  |  |                |